# Amistad National Recreation Area
Pour les articles homonymes, voir Amistad.
L'Amistad National Recreation Area est une zone récréative américaine classée National Recreation Area, au Texas. Créée le 11 novembre 1965, elle protège 237 km2 dans le comté de Val Verde.